# Jablanica, Boljevac
Jablanica (izvirno srbsko Јабланица) je naselje v Srbiji, ki upravno spada pod Občino Boljevac; slednja pa je del Zaječarskega upravnega okraja.

## Demografija
V naselju živi 392 polnoletnih prebivalcev, pri čemer je njihova povprečna starost 53,4 let (52,4 pri moških in 54,4 pri ženskah). Naselje ima 167 gospodinjstev, pri čemer je povprečno število članov na gospodinjstvo 2,60.
To naselje je, glede na rezultate popisa iz leta 2002, večinoma srbsko, a v času zadnjih treh popisov je opazno zmanjšanje števila prebivalcev.
|  |

| Demografija | Demografija     | Demografija     |
| Leto        | Št. prebivalcev | Št. prebivalcev |
| ----------- | --------------- | --------------- |
|             |                 |                 |
|             |                 |                 |
|             |                 |                 |
|             |                 |                 |
| 1948        | 1164            |                 |
| 1953        | 1161            |                 |
| 1961        | 1086            |                 |
| 1971        | 900             |                 |
| 1981        | 750             |                 |
| 1991        | 541             | 532             |
| 2002        | 457             | 435             |
|             |                 |                 |

| Etnična sestava po popisu iz leta 2002 | Etnična sestava po popisu iz leta 2002 | Etnična sestava po popisu iz leta 2002 | Etnična sestava po popisu iz leta 2002 | Etnična sestava po popisu iz leta 2002 |
| -------------------------------------- | -------------------------------------- | -------------------------------------- | -------------------------------------- | -------------------------------------- |
| Srbi                                   | Srbi                                   |                                        | 429                                    | 98,62%                                 |
| Nemci                                  | Nemci                                  |                                        | 1                                      | 0,22%                                  |
| Muslimani                              | Muslimani                              |                                        | 1                                      | 0,22%                                  |
| Makedonci                              | Makedonci                              |                                        | 1                                      | 0,22%                                  |
| Albanci                                | Albanci                                |                                        | 1                                      | 0,22%                                  |
| Neznano                                | Neznano                                |                                        | 0                                      | 0,0%                                   |